# جزایر بنگلادش
این فهرستی از جزایر بنگلادش است .
جزایر بنگلادش در امتداد خلیج بنگال و دره رودخانه رود پادما پراکنده هستند. کلمه "Char" در بسیاری از نام‌ها استفاده می‌شود و به جزایر رسوب سیلاب در دلتای گنگ اشاره می‌کند.

## غرب خلیج بنگال
- اسکار شار
- اندر چار
- چار هار
- Char Lakhsmi
- چار مانیکا
- نجوم دویپ
- جزیره رامان آباد
- چار ماناتز
- رانگابالی
- دوبارار چار
- Burir Char
- پیکخیر چار
- دیمر چار
- چار بگالا

## میانه خلیج بنگال
- جزیره بلا، بزرگترین جزیره کشور است
- بالار چار
- ساندویچ
- آوری چار
- Swarna Dweep
- حاتیا
- جزیره مانپورا
- چارک ساکویا
- شاه نیظام
- چار کوکری موکری
- چار لاکشمی
- چار مونتاز
- نجوم دویپ
- دال چار
- چار غازی
- Char Faizuddin

## شرق خلیج بنگال
- جزیره سنت مارتین
- جزیره چهره
- Jaliadwip
- کوتوبدیا
- جزیره ماهشخالی
- سونادیا
- آوری چار

## جزایر ناپدید شده
جزایر که قبلاً وجود داشت اما اکنون ناپدید شده‌اند.
- بولار Dweep، جزیره کوچکی که بین تکناف و جزیره سنت مارتین واقع شده‌است و در سال ۱۸۶۱ ناپدید شد.[۱]
- جزیره جنوبی Talpatti که دربارهٔ آنها بین هند و بنگلادش اختلاف نظر وجود داشت، اسوشیتدپرس گزارش داد که در مارس ۲۰۱۰ غوطه ور شده‌است.